# Nemozoma elongatum
Nemozoma elongatum är en skalbaggsart som först beskrevs av Carl von Linné 1761.  Nemozoma elongatum ingår i släktet Nemozoma, och familjen flatbaggar. Arten är reproducerande i Sverige.

## Bildgalleri

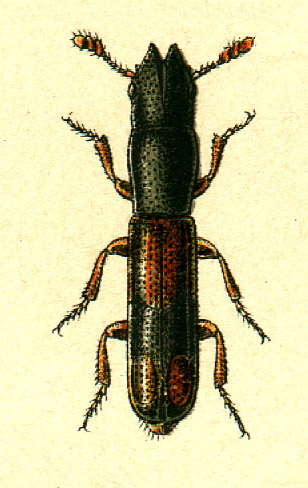
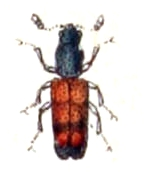